# Finanskrisen i Sverige 2008–2009

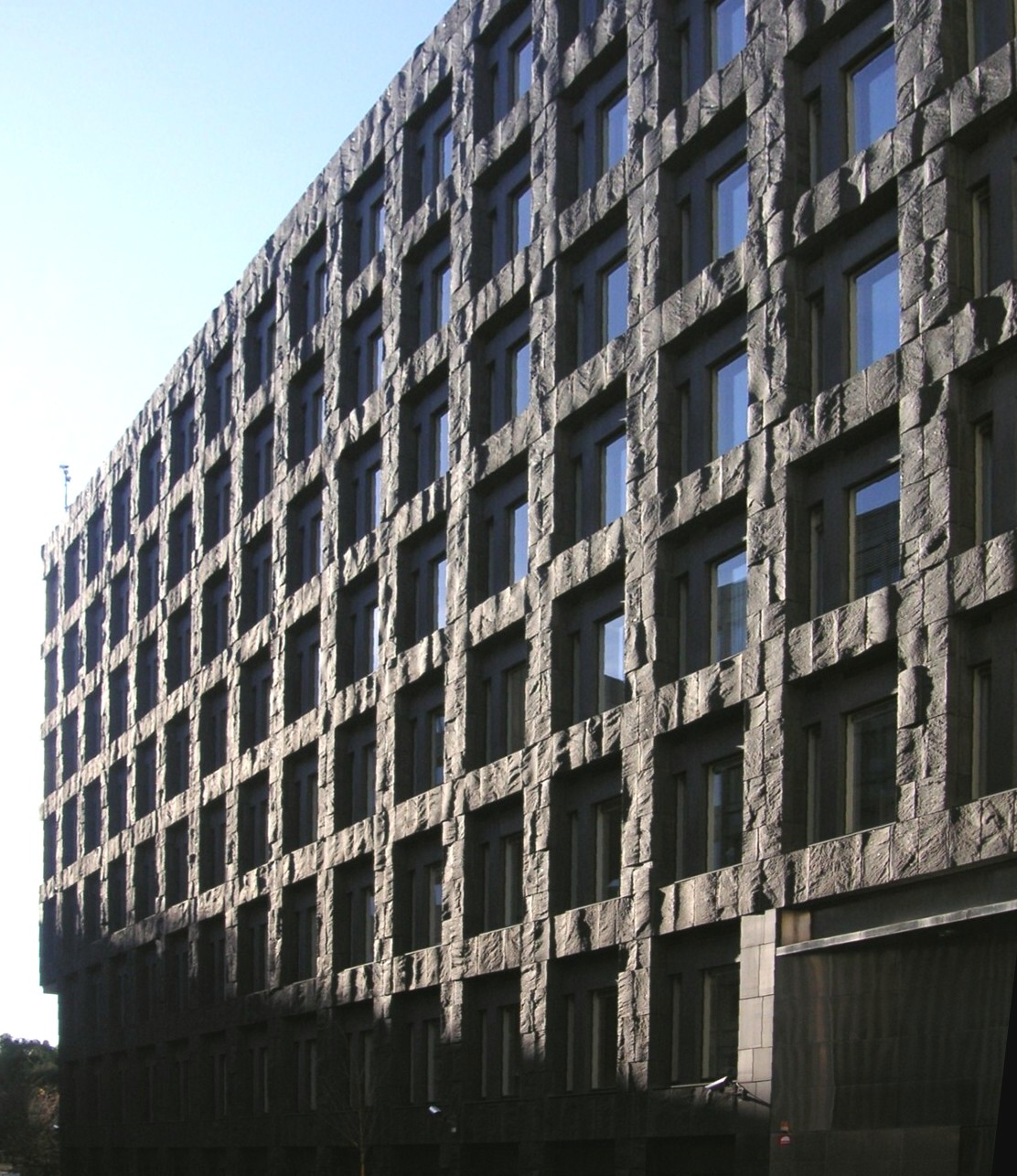
Svenska riksbanken, som i likhet med de flesta centralbanker har tvingats till ett antal åtgärder med anledning av finanskrisen

År 2008 bröt en omfattande finanskris ut i världen. Krisen initierades av en finansbubbla i USA, framför allt relaterad till marknaden för bostadslån.
Sverige anses inte påverkas i samma utsträckning som USA av krisen, då svenska banker varit mera restriktiva med lån på grund av lärdomen från finanskrisen i Sverige 1990–1994. Utformningen av USA:s räddningspaket påstås ha inspirerats av den svenska Bankakuten från 1990-talet. I Sverige fördubblades den statliga insättningsgarantin den 6 oktober 2008 till att omfatta sparbelopp upp till 500 000 kr per kund och bank, samtidigt som fler kontotyper och banker än tidigare omfattas.
Under perioden juli 2007 till oktober 2008 backade Stockholmsbörsen index OMXS30 med 57,8 %. Börsen toppade i juni 2007 kring 1 320 punkter, och i oktober 2008 noterades OMXS30 kring 557.
Dollarn stärks till förmån för svenska kronan, kronan har kraftigt tappat i värde mot både dollar och euro.

## Påverkan på finansmarknaden

### Bankväsendet
De svenska storbankernas upplåningskostnader har stigit kraftigt sedan kollapsen i Lehman Brothers. Dyrast har det blivit för Swedbank att låna pengar. Upprinnelsen till Swedbanks dyra lånekostnader är oro för framtida problem för banken i Baltikum. En svagare konjunktur i Estland och Lettland har skapat en oro för att Swedbank ska drabbas av kreditförluster i mångmiljardklassen. Dessutom finns en oro för att oron ska få sparare att ta ut sina pengar och därmed försämra bankens kapitalbas. Därför kräver långivare extra betalt för att låna ut pengar till banken.
Bankkrisen kan på allvar sägas ha drabbat Sverige efter sommaren 2008. Inga svenska banker har hittills tvingats till extraordinära åtgärder. Vid Lehman Brothers konkurs visade det sig att flera svenska banker hade investerat i finansinstrument hos Lehman.
Det finns en oro att en eventuell devalvering i Baltikum snabbt skulle kunna förvärra den ekonomiska situationen för SEB och Swedbank då många lån från dessa banker är utgivna i Euro.
Fd. riksbankschef Urban Bäckström är kritisk mot de utspel som bland annat Kerstin Hessius gjort att riksbanken sänkt räntan för lite och för sent. Riksbanken har tidigare satt inflationsmålet i främsta rummet men har nu i en med andra banker samlad insats sänkt räntan trots att KPI ökade med 1,0 procent i september enligt SCB..
Staten har ännu inte gått in och räddat någon svensk bank, dock har staten gjort en speciell insats på Kaupthings svenska filial. Riksbanken och riksgäldens insatser med att låta bankerna byta mindre säkra bostadsobligationer mot säkra statspapper samt att öka utlåningen mellan bankerna kan klassas som en extraordinär åtgärd.

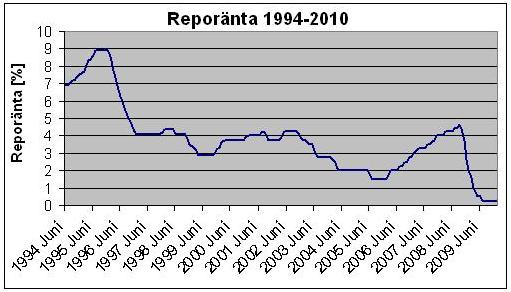
Reporäntan 1994–2010.

Riksbankens reporänta har sänkts drastiskt sedan finanskrisens början. Den nådde en rekord lägstanotering på 0,25 % under sommaren 2009 och låg fortfarande kvar där i början av 2010. Riksbankens förväntan om inflationen är sagt vara den huvudsakliga styrningen av reporäntan. Målet för riksbankens penningpolitik är att hålla inflationen på 2 procent +/- 1 procentenhet.
Genom att sänka räntan kan riksbanken stimulera marknaden och försöka påverka till en ökad konsumtion. Det finns risk att inflationen ökar med en sänkt ränta, samtidigt får man ofta i lågkonjunktur en ökad inflation, eller i vissa fall en deflation - dvs att varor och tjänster blir billigare och då kan en sänkt ränta leda till en ökad inflation och därmed stärka det ekonomiska klimatet. En låg reporänta i förhållande till andra länder leder ofta till att den inhemska valutan tappar i värde. Kort kan man säga att en för hög inflation gör folket fattigare genom att lön och förmögenhet minskar i förhållande till prisnivån.
Efter att finansinspektionen dragit tillbaka Carnegies tillstånd tas banken över av staten genom att riksgälden, via sin fordran på Carnegie, tar över kontrollen av bolaget. Efter likvidation kan eventuella överskjutande tillgångar komma aktieägarna till del. Riksgälden avser ej driva Carnegie vidare mer än de "veckor, månader" som krävs för att bibehålla stabiliteten i banksystemet. Carnegie kan sägas vara den första svenska banken som knäcktes av finanskrisen.

### Finansimperium
Finansmannen Maths O. Sundqvist, som haft mycket stora innehav, har på grund av höga belåningar tvingats sälja stora delar av sitt innehav för att täcka sina skulder till framförallt Carnegie och Danske Bank .

### Privat sparande
Det norska värdepappersföretaget Acta, som rådgivit många svenska sparare att investera i belånade strukturerade produkter, med hjälp av banker såsom Kaupthing Bank, har drabbats av krisen då de varit föremål för undersökning av det norska Kredittillsynet, som granskat deras verksamhet och i pressen ofta ifrågasatta rådgivningsmetodik.  Kaupthing Bank har uppmanat Actas kunder att lämna "kompletterande säkerheter" för lån som givits i syfte att förvärva Lehman-obligationer med full belåning. För en produkt med inköpsvärde på 60 000 SEK kan kunderna komma att få ställa säkerheter på upp till 300 000 SEK till förfogande. Detta görs då den ursprungliga säkerheten - Lehman-obligationen - ej längre anses vara en fullgod säkerhet.

## Påverkan på fastighetsmarknaden

### Bakgrund

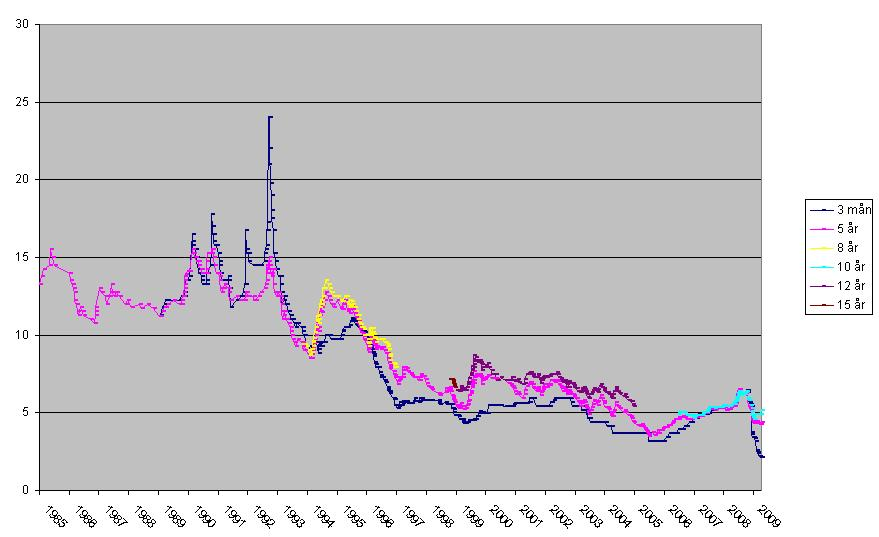
Hypoteksräntor, SEB.

Många har hittills menat att Sveriges fastighetsmarknad inte alls har samma bubbeltendenser som fastighetsmarknaderna i till exempel USA eller Spanien. Under slutet av 2008 har dock många beskrivit att fastighetsmarknaden tvärnitat och rekordmånga objekt var osålda. Statistik och fundamenta visar på att vi haft en mycket kraftig uppgång i både fastighetsvärden och byggkostnader jämfört med löneutveckling och konsumentprisindex. Bostadsmarknadens tvärnit hösten 2008 följdes av en aldrig skådad räntesänkning vilken på nytt fick fart på bostadsmarknaden. En del menar att effekten av räntesänkningen bara tillfälligtvis fördröjer en kraftig nedgång på bostadspriserna. Den närmaste framtiden får utvisa om den kraftiga ökningen kan hålla i sig eller om priserna sjunker tillbaka. I krisen på 1990-talet sjönk fastighetspriserna under konsumentprisindex, skulle detta ske nu har vi fall på uppåt 75% på bostadsrätter och 50% på villor. Bedömare tror inte hittills på så kraftiga fall. I graferna nedan kan man se att Sverige haft en kraftig uppgång på bostadspriser, med en generell prisutveckling väl jämförbar med USA, England och Spanien som sägs vara de värsta bubbelekonomierna med avseende på fastighetsmarknaden.

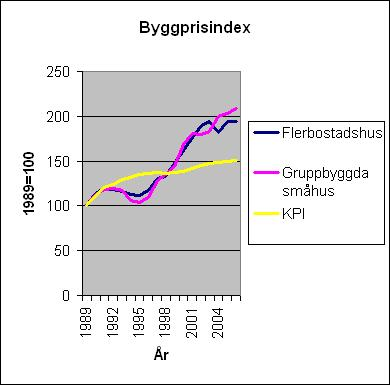
Byggprisindex, SCB.

Sverige hade hösten 2008  de högsta boräntorna på 13 år och SBAB:s rörliga boränta höjdes till 6,42%(2008-10-02). 2008-10-08 sattes återigen nytt rekord då SEB höjde den rörliga boräntan till 7% (6,99%). Till skillnad från i USA har lånemarknaden inte stramats åt särskilt mycket. Bankerna lånar ut nästan som förr, eftersom de litar på sin likviditet. Räntan har dock höjts. Dock är bankerna mer försiktiga med utlåning till företag. Detta har fått till följd att företagen inte kan investera, eller köpa upp konkurrenter i samma utsträckning som tidigare.
Trots att Riksbanken börjat en försiktig sänkning av styrräntan följer inte boräntorna med nedåt i samma utsträckning. Enligt flera bedömare kan det ta flera månader för kreditoron att avta och boräntorna gå nedåt.

Utbudet på mäklarbranschens eget annonsforum Hemnet är rekordstort, normalt ligger utbudet på ca 20-35 000 bostäder men under sommaren har denna siffra stigit till ca 40 000 objekt.[källa behövs] Hemnet har nu upphört att presentera nuläget då man hävdar att denna information har missbrukats . Enligt Dagens Nyheter fanns 3/10 42.700 objekt på Hemnet. Flera konkurrerande sökmotorer för bostäder har på ett par månader dykt upp, flera av dessa visar information om prisförändring och hur länge objekt legat ute, information som tidigare varit förbehållen de mäklare som varit anslutna till hemnet.

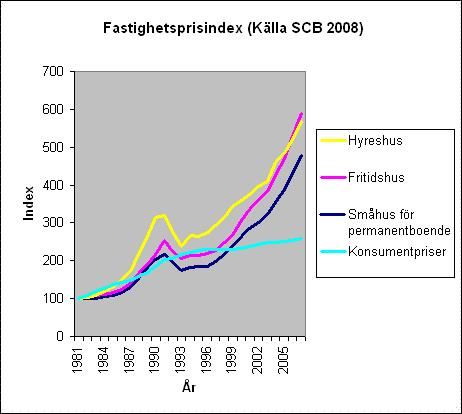
Fastighetsprisindex, SCB.

I grafer från SCB kan man se att fastighetspriser har ökat betydligt snabbare än konsumentprisindex; 
Priserna har från 1981 till ca 1999 rört sig ungefär som konsumentprisindex, förutom under krisen på tidigt 90-tal. Sedan 1999 har priserna mer än dubblats mot konsumentprisindex. En del menar att vi har en fastighetsprisbubbla.
I den mäklarbarometer som SBAB gör visar sig krisen. Tomas Pousette, chefsekonom på SBAB säger till tidningen Dagens Industri att "Mäklarna har aldrig haft så negativa förväntningar” tidigare. Man konstaterar att mäklarnas förväntningar att utbudet skulle minska kraftig visade sig vara fel.
Hans Lind, fastighetsprofessor, berättar på ett seminarium arrangerat av branschtidningen Fastighetsvärlden 21 oktober 2008 att han ser tydliga bubbeltendenser på fastighetsmarknaden. Det är inte första gången en boprisbubbla diskuteras i regi av tidningen Fastighetsvärlden, det hände även i början på förra finanskrisen, nämligen den 17 maj 1990.
Uppgången på fastighetspriser har enligt Bengt Hansson, analytiker på Statens bostadskreditnämnd (BKN), varit unikt hög och har stigit 127 % i Sverige sedan 1997. Skulle nedgången följa samma mönster som bubblorna 1979 och 1990 tror han att priserna kommer fortsätta falla till 2012-2013. Han tror att nedgången kan bli längre och kraftigare än tidigare kriser.

### Lägenheter

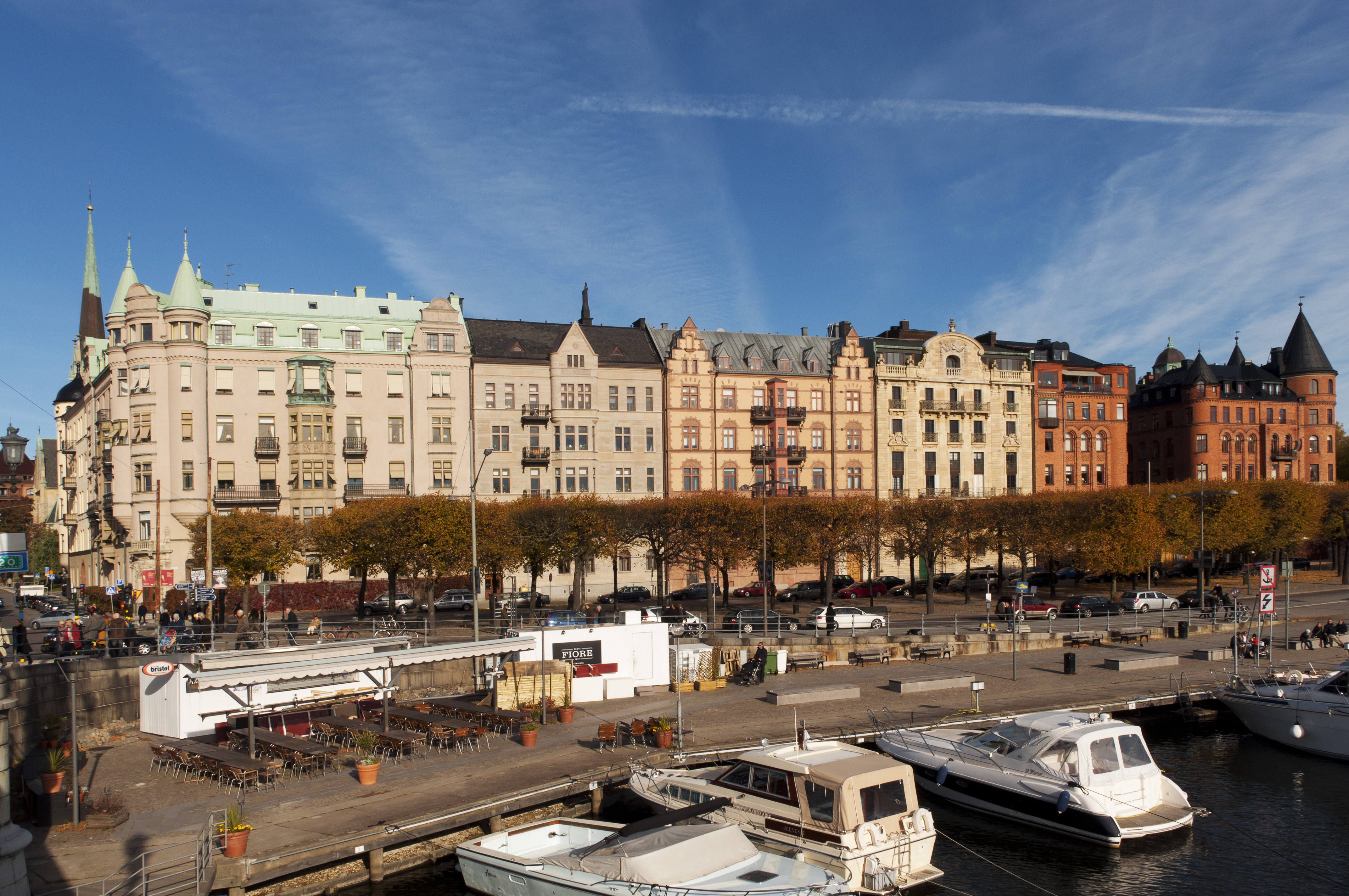
Fastigheter på Östermalm.

Bostadsrätter i Stockholms innerstad har snabbt blivit svårsålda och Stellan Lundström, professor i bygg- och fastighetsekonomi vid KTH, säger till DN att han förväntar sig att bostadsrätterna kommer att falla med kanske ytterligare 30 procent.
Notars vice vd Jonas Lindell rapporterar att i 30 procent av fallen blir det ingen avslut utan bostaden får läggas ut till försäljning igen. Detta tror han kan bero på att de som ägt sin lägenhet mindre än 1,5 år riskerar göra en förlustaffär och i många fall med hög belåning skulle säljarens lån överstiga försäljningspriset.
Tidningen Dagens Industri rapporterar en nedgång på 13 procent på exklusiva våningar på Östermalm mellan maj och september 2008. Enligt mäklarstatistik var snittpriset under juli till augusti på Östermalm runt 53 000 kronor kvadratmetern, medan exklusiva objekt gått ned från 75 000 till 65 000 kronor kvadratmetern. Mäklaren Richard Lagerling rapporterar även att allt fler kunder väljer att sälja innan de köper nytt och att man oftast på de exklusiva objekten numera har mellan en och två budgivare, sänkta utropspriser och en budgivning som startar under utgångspriset. Samtidigt säger han att "Det som tidigare tog två veckor att sälja kan i dag ta en eller två månader".
SCB för inte statistik över bostadsrättsförsäljningar eftersom priser på bostadsrätter till skillnad från villapriser inte är offentliga, men statistik från värderingsdata AB visar att kvadratmeterpriset i Stockholms stad (som till största delen består av innerstaden) på en 10-årsperiod gått från ca 11.000kr/m² (1996) till knappa 40.000kr/m² (2006). För hela riket är samma siffror ungefär 5.000kr/m² (1996) till 19.000kr/m² (2006). Kvadratmeterpriset för bostadsrätter har därmed under en 10-årsperiod ökat med ca 270%, medan konsumentprisindex under samma period ökat med ca 10%. 
Perioden juli 2008-september 2008 omsattes 2364 objekt av värderingsdatas anslutna mäklare, historik över tidigare omsättning finns inte tillgänglig.
Enligt Värderingsdata AB var 2007-07 den månad med högst kvadratmeterpris (ca 45 000 kr/m²), varefter priserna långsamt sjunkit tillbaka.
I början på november 2009 har bostadspriserna, framför allt på lägenheter i storstäder, återhämtat sig och överträffar till och med de toppnoteringar som nåddes precis innan finanskrisen började. Sverige avviker härvidlag från de flesta andra länder i Europa som upplevt ett större fall på bopriser och inte sett någon återhämtning. En förklaring kan vara att riksbanken sänkt styrräntan till rekordlåga 0,25 % (från en nivå på 4,75 % ett år tidigare). En normal genomsnittlig boränta på 1,97 %. Den totala bolånestocken har ökat dramatiskt de senaste året och från 2004 har bolånen fördubblats och uppgår nu (2 november 2009) till 1,5  biljoner kronor. Många tidningar talar om att en bobubbla byggts upp och att risken är stor för kraftiga fall när räntan återgår till normala nivåer. Hur snabbt detta sker är dock svårt att förutsäga.

## Nybyggnation
Priserna på nybyggda bostadsrätter har ökat kraftigt de senaste åren, från 2006 till 2007 ökade priserna med ca 40%. Även byggkostnaden har ökat betydligt mer än KPI, se graf från SCB ovan.
Under oktober har allt fler valt att avboka köp av nybyggda lägenheter, vilket ofta leder till stora kostnader för köparen att bryta kontraktet.
Enligt SVT Rapport  tror Boverket på en kraftig minskning av bostadsbyggandet. Stellan Lundström säger till SVT Rapport att han tror på en halvering, till 15.000 bostäder.

### Villor
Prisnedgången har till dags dato (2008-10-03) ej slagit igenom på villaförsäljningarna, dock rapporterar bland annat Skandiamäklarnas VD Björn Edstrand om trögare affärer och ökat utbud. Lite dyrare hus har dock börjat vika i pris och är betydligt mera svårsålda enligt samma mäklarrapporter. Statistiken för villaförsäljningar har en större eftersläpning än för bostadsrätter eftersom priserna rapporteras först vid tillträdet, vilket ofta ligger flera månader efter kontraktsteckning.
DI menar i en artikel att räntesänkningar inte kan få priserna på villor att vänta upp. Mäklarsamfundets tidigare ordförande Lars Engelbert säger till tidningen DI att ”Det här är bara början på en husprisnedgång”. Stellan Lundström, professor i fastighetsekonomi vid KTH, säger till samma tidning ”Det vi ser framför oss nu är en nedskrivning av tillväxten så det finns inga möjligheter att bostadspriserna ska stiga”.
Kronofogdemyndigheten har sett en kraftig ökning av utmätningen av villor, antalet utmätningar har ökat med 44 % sedan 2007. Dock är antalet utmätningar nu ca 2 000, fastighetskrisen på 1990-talet toppade utmätningarna på 20 000.

### Kommersiella fastigheter

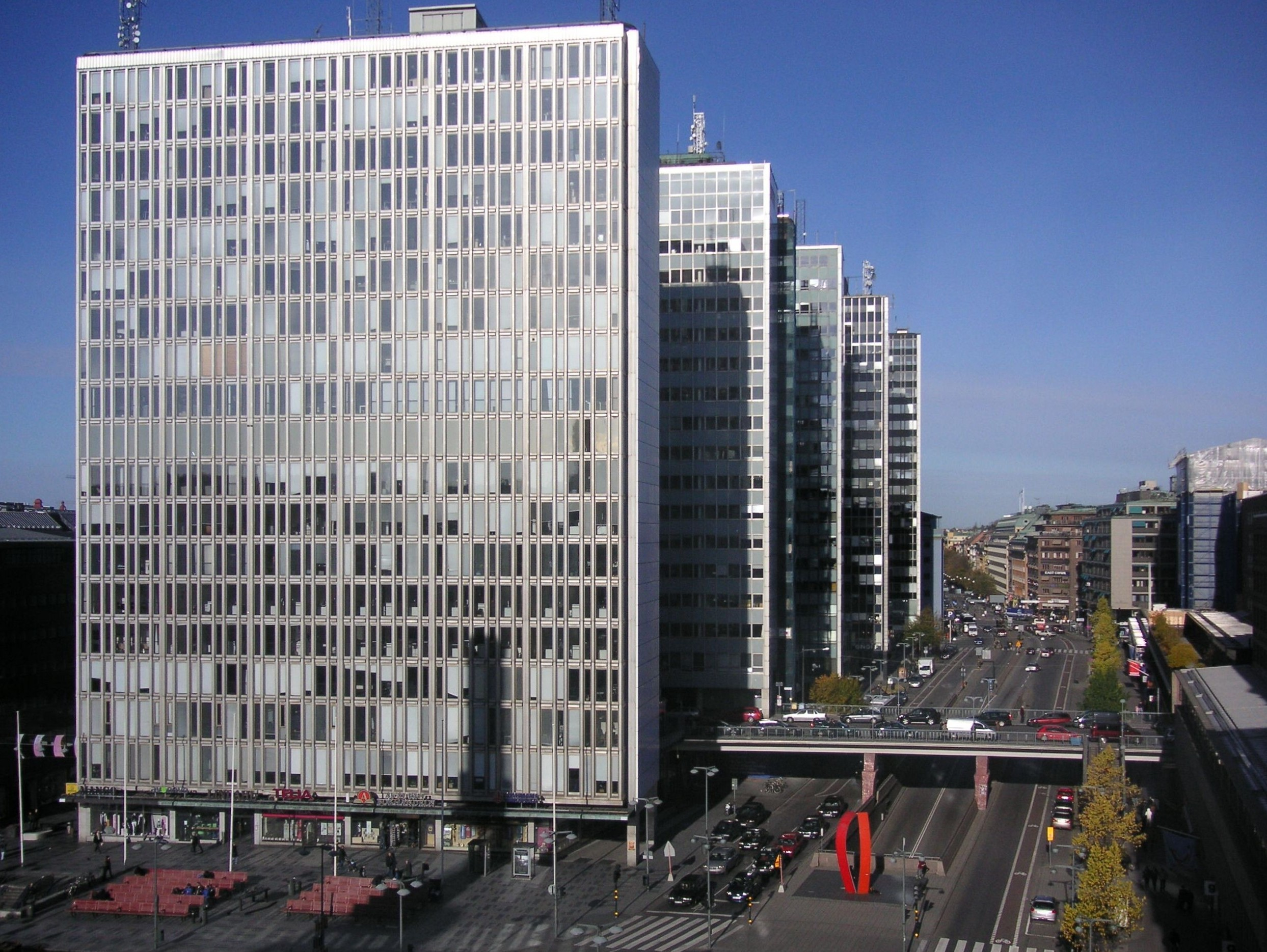
Kommersiella fastigheter i centrala Stockholm.

Kommersiella fastigheter har enligt fastighetskonsulten Newsecs uppskattningar fallit med cirka 10 procent sedan årets början. Newsec räknar med att fallet fortsätter under 2009.
Enligt Bo Nordlund, forskare på KTH knuten till KPMG, har i snitt noterade fastighetsbolag en soliditet på cirka 40 procent. Vid en soliditet på under 30 procent finns enligt honom risker för stabilitetsproblem. Bolaget Allokton har nu uppvisat problem att betala sina räntor .
En dryg månad efter att finanskrisen nått Sverige börjar effekterna på fastighetsbranschen synas. E24 har undersökt fastighetsaffärer under tiden 2006-2007, då gjordes transaktioner för 400 miljarder kronor med en antagen genomsnittlig belåningsgrad runt 85 procent. Vid ett värdefall på 15-20 procent så skulle det egna kapitalet i princip vara utraderat i dessa affärer. Landic Properties, Allokton och Keops är alla bolag som bevakas hårt av media på grund av sina affärer.

## Påverkan på industrin

### Fordonsindustrin
Fordonsbranschens problem tros snabbt förstärkas på grund av finanskrisen. I USA har GM:s aktiekurs minskat till nivåer som inte har setts på över 50 år. Orsaken är mycket stora nedgångar i bilförsäljningen, särskilt i USA. Den har halverats på kort tid. En stor bidragande orsak är att bankerna i USA blivit mycket restriktiva med nya lån, detta för att förbättra sin likviditet.
I USA har kongressen meddelat att billtillverkarna kan få statliga lån på 25 miljarder dollar. Inom EU har Tyskland och Frankrikes regeringar meddelat att fordonsbranschen vid behov kan få ta del av de krispaket som man gått ut med.
Fordägda Volvo PV har senaste tiden varslat 6 000 personer globalt, varav 1 200 konsulter. Senaste varslet berör 2 000 arbetare och 700 tjänstemän i Sverige.
Volvokoncernen varslar 1900 personer varav 500 jobb vid svenska Volvo Construction Equipment (VCE) samt 1 400 anställda vid Volvo lastvagnar i Göteborg, Umeå och belgiska Gent, uppger bolaget i ett pressmeddelande.
GM-ägda Saab Automobile har också kommit med varsel, dock ännu inte av motsvarande storlek, men försäljningen har backat rejält under året.
Scania minskar produktionen men har ännu inte varslat någon personal.
Många menar att underleverantörer till bilindustrin kommer tvingas varsla personal i samma storleksordning som fordonstillverkarna när produktionen minskas.

### Stödåtgärder inom krisen
Under finanskrisen 2008-2009 tog Riksgälden fram stödåtgärder för att skydda Sveriges finansiella stabilitet. De hanterade statliga garantiprogram som gjorde det billigare för banker och bostadsinstitut att låna pengar, och kapitaltillskottsprogram som stärkte bankernas utlåningskapacitet. Bland annat deltog staten i Nordeas nyemission med ett kapitaltillskott på 5,6 miljarder kronor, vilket senare gav en avkastning på 19 miljarder kronor. Riksgälden gav även akut stöd till Carnegie för att undvika att den finansiella stabiliteten hotades. Förutom detta tilldelades ökade möjligheter till skatteanstånd. 